# SD (rappeur)
Pour les articles homonymes, voir SD.
SD, de son vrai nom Sadiki Thirston, né le 7 novembre 1994  à Chicago, Illinois, est un rappeur américain. Sadiki est un ancien membre du label Glory Boyz Entertainment, fondé par Chief Keef,,. Il compte une série de trois mixtapes intitulée Life of a Savage, la première étant téléchargée plus de 48 000 fois sur DatPiff (certifié bronze selon les critères du site web),.

## Biographie
SD a grandi en écoutant 50 Cent, Eminem, Gucci Mane et Cam'ron.
Le 18 juin 2012, SD publie sa première mixtape, Life of a Savage à laquelle participent des rappeurs de Chicago comme Chief Keef, Fredo Santana, King L et Lil Reese. Elle est produite par Young Chop, 12 Hunna, et C-Sick. Le 16 novembre de la même année sort Life of a Savage 2. La plupart des chansons sont produites par 808 Mafia. Le 25 juillet 2013 sort Life of a Savage 3 qui contient plusieurs morceaux avec la participation de Ballout et Riff Raff.
Son premier album studio intitulé Truly Blessed sort le 18 novembre 2014.

## Discographie

### Albums studio
- 2014 : Truly Blessed
- 2018 : Pay Attention

### Міxtapes
- 2012 : Life of a Savage
- 2012 : Life of a Savage 2
- 2013 : Life of a Savage 3
- 2015 : Life of a Savage 4
- 2015 : Just the Beginning

## Glo Gang
En 2014, SD quitte définitivement le Glo Gang. SD décide donc continuer son chemin en solo. Plusieurs rumeurs ont circulé sur le net. Cependant, aucune n’a jamais été prouvée ou confirmée.